# Tádžická autonomní sovětská socialistická republika
Tádžická autonomní sovětská socialistická republika (zkráceně Tádžická ASSR; tádžicky Ҷумҳурияти Сӯсиолистии Шӯравии Мухтори Тоҷикистон, Çumhūrijati Sūsiolistiji Şūraviji Muxtori Toçikston, rusky Таджикская Автономная Социалистическая Советская Республика) byla autonomní republikou v rámci Uzbecké sovětské socialistické republiky v Sovětském svazu. Republika se nacházela ve Střední Asii na území dnešního Tádžikistánu a východního Uzbekistánu. Hlavním městem bylo Dušanbe.

## Historie
V červnu 1924 bylo v Moskvě rozhodnoto o nutnosti nového uspořádání sovětské Střední Asie. Vláda tehdejší Turkestánské ASSR se v září téhož roku usnesla na rozdělení republiky na Uzbeckou SSR, Turkmenskou SSR a Tádžickou autonomní oblast. O měsíc později bylo Tádžikům uznáno právo na autonomní sovětskou socialistickou republiku, a ne pouze na autonomní oblast. Tádžická ASSR oficiálně vznikla 14. října 1924. 16. října 1929 byla z Uzbecké SSR vyjmuta a povýšena na svazovou republiku Sovětského svazu, čímž vznikla Tádžická SSR.

## Obyvatelstvo
Roku 1926 žilo na území Tádžické ASSR 827 100 obyvatel, z toho 75% tádžické, 21% uzbecké a 1,5% kyrgyzské národnosti.